# Nautofono

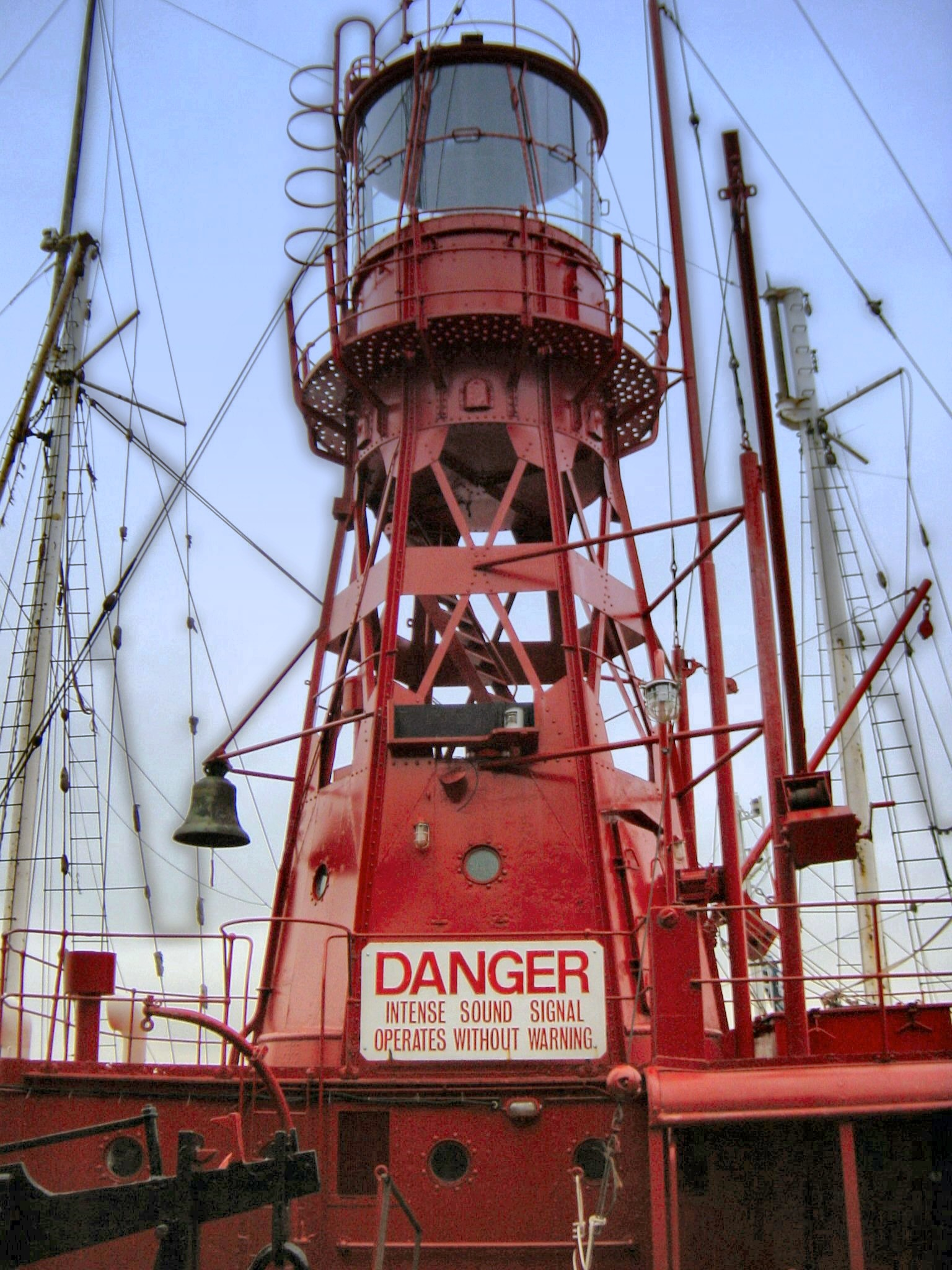
Avviso di emissione di forti suoni senza preavviso

Il nautofono è un avvisatore nautico, consistente nell'emissione di segnale sonoro composto da una nota singola, da utilizzarsi in mare in caso di nebbia o scarsa visibilità. 
Esso viene anche installato sul molo di accesso a un porto, specie nelle fasce costiere frequentemente soggette alla presenza di nebbia. Qualora posizionato su un molo, l'altoparlante del nautofono è orientato verso il mare aperto; tuttavia, il segnale è udibile anche nell'entroterra e, in particolari condizioni, a distanze superiori a tre miglia marine. La sequenza del segnale acustico è identica a quella del segnale luminoso emesso dal faro, in codice Morse e corrispondente all'identificativo del porto.